# City Empiria
City Empiria (původně Motokov) v Praze na Pankráci je třetí nejvyšší budova v Česku. Budova stojí v bezprostředním sousedství stanice metra Pankrác na samé hranici katastru Nuslí.

## Historie
Byla postavena mezi roky 1975 a 1977 jako sídlo podniku zahraničního obchodu Motokov. Mrakodrap má 27 podlaží s výškou 104 metrů a je vyhrazen administrativě. Podlahová plocha měří 24 500 m2. Anténa sahá do výšky 132 m. Architekty původního projektu byli Zdeněk Kuna, Zdeněk Stupka, Olivier Honke-Houfek, Milan Valenta a Jaroslav Zdražil. Od svého dokončení až do roku 1993 byl tento mrakodrap nejvyšší budovou Československa resp. Česka.

## Vlastnické poměry
V roce 2001 koupila budovu společnost ECM Real Estate Investments a začala s její rekonstrukcí, která byla dokončena roku 2005. Mrakodrap především dostal nový plášť a byl přejmenován na nový název „City Empiria“.
V květnu 2010 společnost ECM budovu i s přilehlým konferenčním centrem City Forum prodala. Kupcem byl Generali PPF Holding, ve kterém držela italská pojišťovna Assicurazioni Generali 51% podíl a skupina PPF 49%. Cena mrakodrapu a konferenčního centra byla 1,8 miliardy korun, ale developerská firma ECM získala z prodeje po odečtení závazků jen zhruba 310 milionů korun. Skupina PPF roku 2015 všechny své akcie z holdingu prodala Generali, čímž se jediným vlastníkem holdingu stal koncern Generali. Dnešním vlastníkem budovy je český realitní developer PSN.

## Fotogalerie

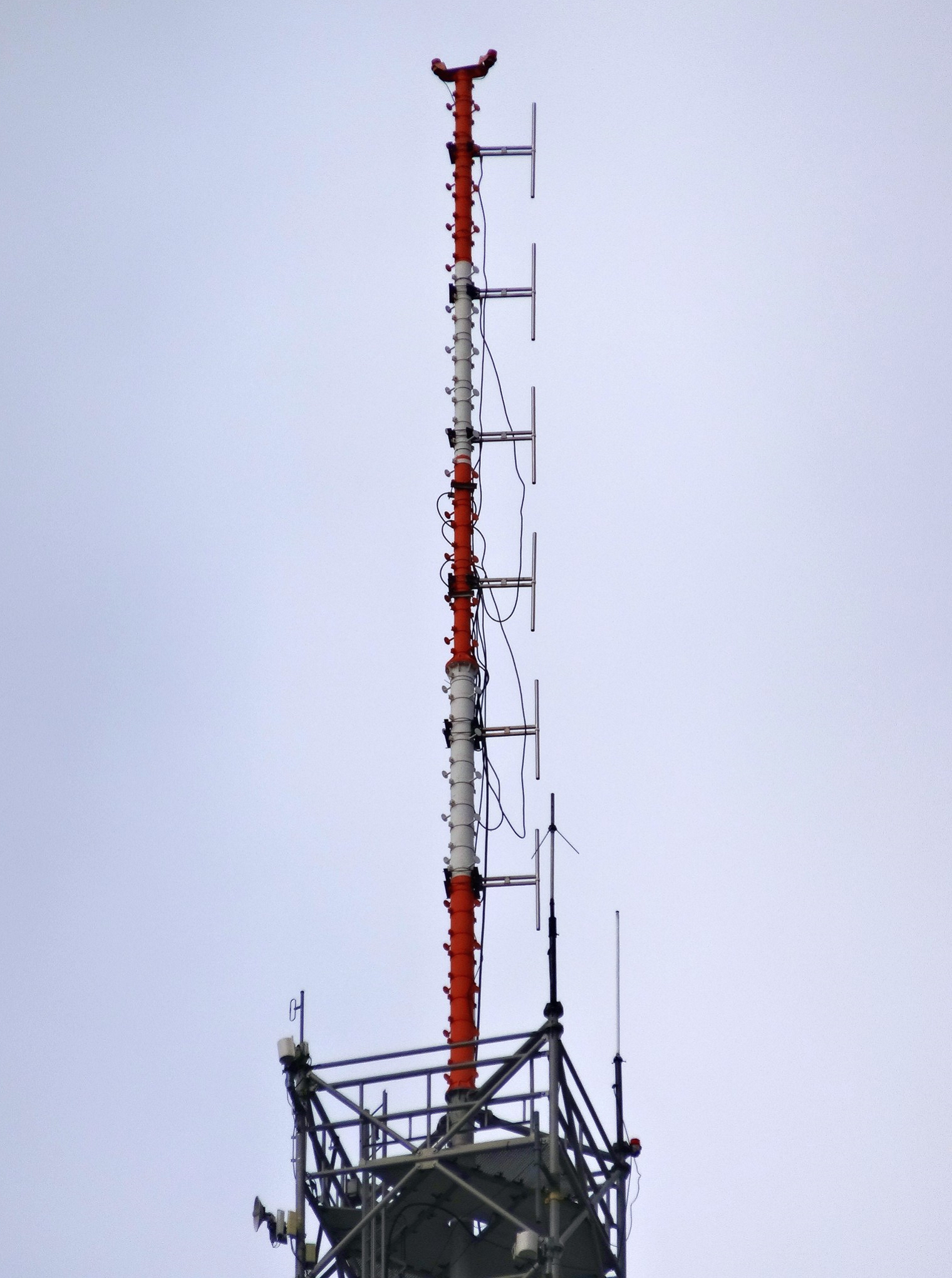
Detaily antény City Empiria
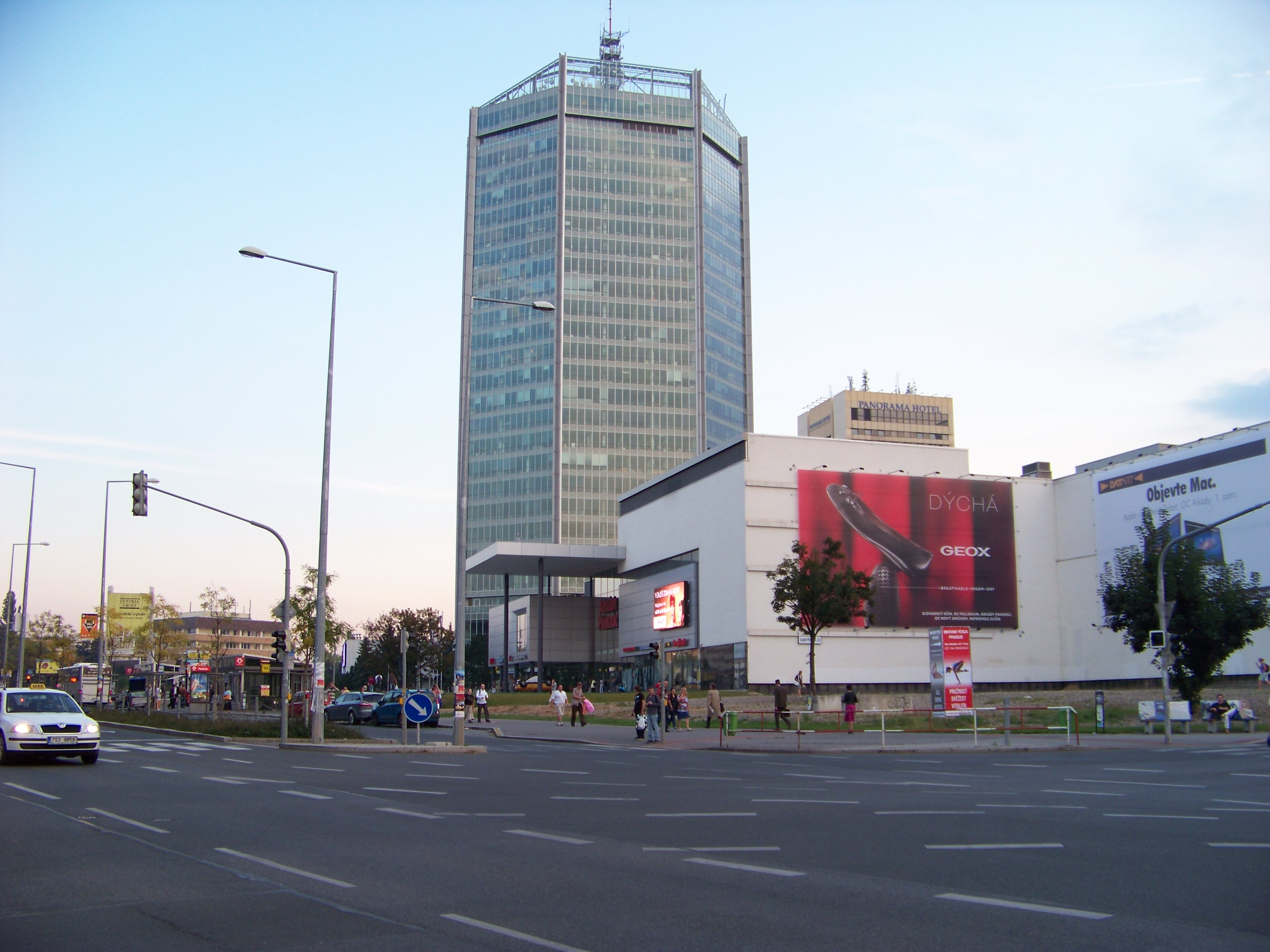
Obchodní centrum Arkády Pankrác a City Empiria
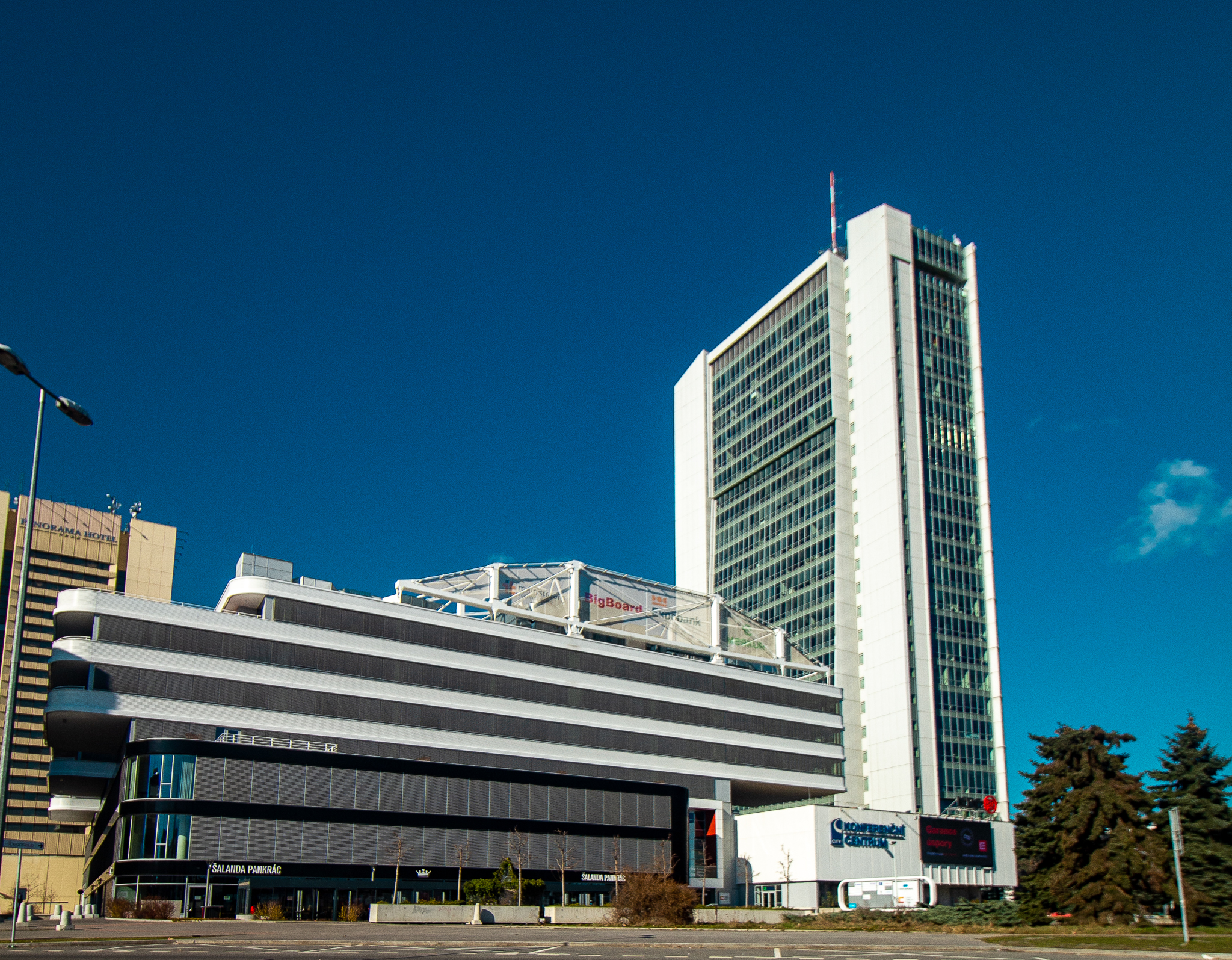
Konferenční centrum a City Empiria